# Bồ-đề đạo thứ đệ
Bồ-đề đạo thứ đệ (zh. 菩提道次第論, bo. lam-rim ལམ་རིམ་) là tên chung của một số bản luận do những vị Đại sư Phật giáo Tây Tạng sáng tác, dựa theo tác phẩm Bồ-đề đạo đăng luận của A-đề-sa. Những bộ luận này nêu rõ từng chi tiết từ lúc nhập môn đến khi đạt Bồ-đề. Điểm đặc sắc nhất là khía cạnh nào của Phật pháp cũng được đề cập đến. Tác phẩm cổ nhất thuộc loại này là bộ Bồ-đề đạo thứ đệ tuỳ phá tông trang nghiêm của Đạt-bảo Cáp-giải (bo. dvags-po lha-rje དྭགས་པོ་ལྷ་རྗེ་ hoặc sgam po pa སྒམ་པོ་པ་) và theo gương quyển này, Tông-khách-ba soạn quyển Bồ-đề đạo thứ đệ và Chân ngôn đạo thứ đệ (một bài luận về Mật giáo). Những bộ sách này rất được ưa chuộng vì vậy được biên soạn và phổ biến rộng rãi trong tất cả các tông phái Phật giáo Tây Tạng.
Bồ-đề đạo thứ đệ tuỳ phá tông trang nghiêm (bo. dvags po thar rgyan དྭགས་པོ་ཐར་རྒྱན་) của Đạt-bảo Cáp-giải tuyên truyền Bồ-đề đạo đăng luận của A-đề-sa và phép tu Đại thủ ấn (sa. mahāmudrā) của Mật-lặc Nhật-ba (bo. milarepa མི་ལ་རས་པ་). Sách này được chia thành sáu chương:
1. Thuyết quan trọng trong chương này là thuyết Như Lai tạng (sa. tathāgata-garbha), có nghĩa rằng, tất cả chúng sinh đều có Phật tính. Thuyết này cũng là đối tượng tranh cãi quyết liệt trong Phật giáo nơi đây và cũng vì vậy, trong tác phẩm Bồ-đề đạo thứ đệ, Tông-khách-ba không đề cập đến thuyết này nữa;
2. Kiếp người là cơ hội thuận tiện nhất để đắc Bồ-đề thành Phật. Vì vậy chúng sinh không nên bỏ lỡ cơ hội hiếm có này.
3. Điều kiện quan trọng nhất để đắc đạo là sự hướng dẫn của một thiện tri thức, đây có nghĩa là một vị Đạo sư (ở Tây Tạng là một Lạt-ma).
4. Phương tiện để đạt Phật quả là những lời hướng dẫn của vị Đạo sư. Sự hướng dẫn này thường bao gồm những bài giảng về nỗi đau Khổ của tất cả chúng sinh trong Luân hồi, luật Nghiệp báo, tác dụng của tâm Từ bi, việc phát triển Bồ-đề tâm, thực hiện sáu hạnh Ba-la-mật-đa (Lục độ), Ngũ đạo;
5. Những lời hướng dẫn này đưa hành giả đến những cấp bậc tiếp thu trực giác, đạt Bồ-đề (Tam thân);
6. Hành giả không đạt Bồ-đề cho chính mình. Bồ-đề chỉ trở thành ý nghĩa cao cả khi hành giả xả thân cứu độ tất cả chúng sinh.

Cách trình bày của những bộ luận Bồ-đề đạo thứ đệ khác cũng tương tự như trên. Chỉ có những điểm quan trọng là được sắp xếp khác nhau. Trong Bồ-đề đạo thứ đệ của Tông-khách-ba thì phép tu Chỉ và Quán được chú trọng đặc biệt, trong khi những bộ thuộc dòng Ninh-mã (bo. nyingmapa རྙིང་མ་པ་) lại để ý đến phương tiện Đại cứu cánh (sa. atiyoga, bo. dzogchen རྫོགས་ཆེན་) hơn.